# Копце (Свентокшиське воєводство)
Копце (пол. Kopcie) — село в Польщі, у гміні Бліжин Скаржиського повіту Свентокшиського воєводства.
Населення — 165 осіб (2011).
У 1975-1998 роках село належало до Келецького воєводства.

## Демографія
Демографічна структура на день 31 березня 2011 року:
|          | Загалом | Допрацездатний вік | Працездатний вік | Постпрацездатний вік |
| -------- | ------- | ------------------ | ---------------- | -------------------- |
| Чоловіки | 91      | 25                 | 60               | 6                    |
| Жінки    | 74      | 10                 | 45               | 19                   |
| Разом    | 165     | 35                 | 105              | 25                   |